# Superliga 1990/91
Die Saison 1990/91 war die 17. Spielzeit der Superliga, der höchsten spanischen Eishockeyspielklasse. Meister wurde zum zweiten Mal in der Vereinsgeschichte der CH Jaca.  

## Hauptrunde

### Modus
In der Hauptrunde absolvierte jede der fünf Mannschaften insgesamt 12 Spiele. Der Erstplatzierte der Hauptrunde wurde Meister. Für einen Sieg erhielt jede Mannschaft zwei Punkte, bei einem Unentschieden gab es ein Punkt und bei einer Niederlage null Punkte.

### Tabelle
|    | Klub           | Sp | S  | U | N  | Tore   | Punkte |
| -- | -------------- | -- | -- | - | -- | ------ | ------ |
| 1. | CH Jaca        | 12 | 11 | 0 | 1  | 96:45  | 22     |
| 2. | CH Txuri Urdin | 12 | 9  | 1 | 2  | 90:47  | 19     |
| 3. | CG Puigcerdà   | 12 | 5  | 1 | 6  | 52:50  | 11     |
| 4. | FC Barcelona   | 12 | 4  | 0 | 8  | 77:79  | 8      |
| 5. | CH Gasteiz     | 12 | 0  | 0 | 12 | 33:127 | 0      |

Sp = Spiele, S = Siege, U = unentschieden, N = Niederlagen, OTS = Overtime-Siege, OTN = Overtime-Niederlage, SOS = Penalty-Siege, SON = Penalty-Niederlage